# La revolta de l'ànima
La revolta de l'ànima è il primo EP del gruppo musicale Obrint Pas, pubblicato nel 1997.

## Tracce
1. La revolta de l'ànima
2. Som més
3. Els crits de la terra
4. El ritme de la gent
5. Àfrica